# Вирма (железнодорожная станция)
Ви́рма —  железнодорожная станция Петрозаводского региона Октябрьской железной дороги. Находится в одноимённом населённом пункте   Вирма в составе Сумпосадского сельского поселения Беломорского района Республики Карелия. Пристанционный посёлок на 2020 год не имеет постоянного населения.

## Общие сведения
Станция Вирма расположена на линии Беломорск—Обозерская, между станциями Сухое и Сумский Посад, в 44 километрах от Беломорска. Станция открыта в 1941 году, получив название от расположенного в 3 километрах западнее одноимённого поморского села.

## Пассажирское сообщение

### Пригородные поезда
| № поезда | Маршрут движения | № поезда | Маршрут движения |
| -------- | ---------------- | -------- | ---------------- |
| 6613     | Кемь — Маленьга  | 6614     | Маленьга — Кемь  |
| 6601     | Кемь — Маленьга  | 6602     | Маленьга — Кемь  |